# 자신타 스테이플턴
자신타 스테이플턴(Jacinta Stapleton, 1979년 6월 6일 ~ )은 오스트레일리아의 배우이다.